# Samuel V. Stewart
Samuel Vernon Stewart, född 2 augusti 1872 i Monroe County, Ohio, död 15 september 1939 i Helena, Montana, var en amerikansk demokratisk politiker. Han var Montanas guvernör 1913–1921.
Stewart avlade 1898 juristexamen vid University of Kansas och arbetade sedan som advokat i Montana. Han var åklagare i Madison County 1904–1908.
Stewart efterträdde 1913 Edwin L. Norris som guvernör och efterträddes 1921 av Joseph M. Dixon. Han var en konservativ demokrat och under hans ämbetsperiod godkändes lagen Montana Sedition Act som begränsade yttrandefriheten. I Montana förekom hård kritik mot USA:s deltagande i första världskriget och lagen var avsedd att förhindra sådan kritik under pågående krig. Efter den politiska karriären tjänstgjorde Stewart i Montanas högsta domstol.
Stewart avled 1939 och gravsattes i Helena.